# نوفايا جازيتا
نوفيا جازيتا (بالروسية: Новая газета) (وتعني الصحيفة الجديدة) صحيفة روسيّة مشهورة في تغطيتها للشؤون السياسية والاجتماعية الروسية الحرجة، تصدر الصحيفة أيام الإثنين والأربعاء والجمعة من كل أسبوع، أربعة من صحفيي نوفيا جازيتا قتلوا بين أعوام 2001 و2009.

## وصلات خارجية
- الموقع الرسمي للصحيفة (باللغة الروسية)